# Râul Izvor, Valea Morii
Râul Izvor sau Râul Lucuț este un curs de apă, afluent al râului Valea Morii. Deși Cadastrul Apelor consideră Valea Morii cursul principal, afluent al Crișului Repede, unele studii hidrologice  consideră că râul principal este râul Izvor, iar Valea Morii este afluent al acestuia.

## Hărți
- Harta județului Bihor